# Estación de Burgos Rosa Manzano
Burgos-Rosa Manzano, con anterioridad Burgos-Rosa de Lima, es una estación ferroviaria ubicada en la ciudad española de Burgos. Se encuentra situada en la zona noreste, con acceso directo a la ronda interior norte y a la circunvalación BU-30, y colindante con los barrios de Villímar y G-3, a 5 km del casco histórico. Fue inaugurada el 14 de diciembre de 2008 sustituyendo a la antigua estación construida por el ferrocarril Norte a principios del siglo XX.
Se trata de una estación de primer orden en la que confluyen dos líneas ferroviarias en ancho ibérico (la Imperial (100) y el Directo (102)) y una tercera línea en ancho internacional: la línea de alta velocidad Venta de Baños-Burgos-Vitoria, inaugurada el 21 de julio de 2022. Las tres líneas así como el conjunto de la estación pertenece a Adif.
Comercialmente en la estación sólo opera la empresa Renfe a través de sus servicios AVE, Alvia, Intercity, Media Distancia y Regional Exprés. En el año 2010, dio servicio a un total de 330.000 pasajeros (sin incluir servicios de Media Distancia), en un total de 30 trenes diarios. En 2024 un total de 498.301 viajeros utilizaron dicha terminal en los servicios AVE y Alvia y un total de 70.199 en servicios de media distancia convencional.

## Historia
El ferrocarril llegó a Burgos el 25 de octubre de 1860, de la mano de la Compañía de los Caminos de Hierro del Norte de España, empresa que estaba construyendo la línea férrea Madrid-Irún. Inicialmente se estableció un edificio provisional para atender a los viajeros, si bien este alargaría su existencia durante cuatro décadas. A comienzos del siglo XX la compañía «Norte» procedió a la construcción de una nueva estación, la cual sería inaugurada en 1902.
La llegada del ferrocarril Santander-Mediterráneo, en la década de 1920, supuso la construcción de la estación de Burgos-San Zoles. En la década de 1950, ya bajo RENFE, se produciría una reorganización de los servicios ferroviarios.
Iniciado el siglo XXI, tras varios años de crecimiento de la ciudad, Burgos llevaba sufriendo desde hacía años las incomodidades que producían los trenes cruzando la zona sur de la ciudad debido al crecimiento desordenado e incontrolado de esta, sin prevenir los peligros que supondrían los excesivos pasos a nivel con la línea férrea ya existente y sin reservar espacio para viales longitudinales ni pasos subterráneos o elevados, estando las vías férreas poco protegidas mediante muros de ladrillo o mampostería sin apenas mantenimiento.
Se propusieron diferentes soluciones entre ellas el soterramiento a lo largo de la ciudad, pero finalmente en 1998 el Ayuntamiento y el Ministerio de Fomento optaron por el desvío ferroviario, descartando de esta forma la posibilidad de soterrar la línea férrea a lo largo de la ciudad, como se ha hecho en algunas otras ciudades españolas. Las razones para optar por esta solución radicaron en los más que habituales problemas de muchas construcciones de la ciudad con las aguas freáticas que ocupan el fondo del valle del Arlanzón, así como una falta de interés por parte de las autoridades de la junta de Castilla y León. No obstante, el desvío no ha resultado como la mejor opción, puesto que la estación se encuentra a más de 5 km del centro histórico, y eso obliga a transportes de desplazamiento cómo el autobús urbano o el taxi, con el correspondiente gasto de transporte.
Para la ejecución de la obra del desvío ferroviario de la línea Madrid-Irún por el norte de la ciudad y su conexión con la línea Madrid-Aranda-Burgos se firmó un acuerdo entre el Ayuntamiento de la ciudad, el Ministerio de Fomento y Renfe (después Adif), entidades que después formaron un consorcio que se encargó de la venta de las parcelas que fueron perdiendo uso ferroviario, utilizando las plusvalías obtenidas para sufragar el coste del desvío y otras actuaciones complementarias como la nueva estación de mercancías Burgos-Villafría. Las obras comenzaron en el año 2001, estando prevista su finalización en el año 2004, pero como es habitual, surgieron diversos problemas de las constructoras, retrasandose varios la finalización. Dicha obra conllevó la construcción de la actual estación de viajeros y de la señalada estación de mercancías en Villafría. Dicha terminal fue finalizada en los años 2000-2003 mientras que la variante ferroviaria no se inauguró hasta el 12 de diciembre de 2008, por numerosas personalidades del mundo de la política, como la entonces ministra de Fomento, Magdalena Álvarez, el entonces presidente de la Junta de Castilla y León, Juan Vicente Herrera, y el alcalde de la ciudad en aquel momento Juan Carlos Aparicio, personalidades que realizaron un viaje -que no volvió a repetirse- entre la estación Burgos-Avenida y la nueva Burgos Rosa de Lima a bordo de un tren de la serie 130 de Renfe. Sin embargo, no fue hasta el 15 de diciembre cuando la nueva estación comenzó a operar (con relativa normalidad, aunque aún en obras), siendo la antigua posteriormente cerrada, dando el comienzo del desmantelamiento de los pasos a nivel, la catenaria, las vías, demolición de los muros de protección y construcción progresiva del bulevar del ferrocarril.
Actualmente, la antigua estación situada al suroeste de la ciudad —la antigua Burgos-Avenida—, se encuentra rehabilitada como centro de ocio infantil y juvenil, así mismo el antiguo depósito de locomotoras (El hangar), ha sido rehabilitado como centro musical, donde se organizan conciertos, actuaciones musicales. Gran parte del trazado ha sido completamente desmantelado y reconvertido en un bulevar Ferroviario, con una travesía compuesta por varias calles y avenidas que abarcan desde el Barrio del Pilar hasta el polígono de Gamonal-Villímar, sus alrededores continúan en un proceso de urbanización. No obstante, quedan algunos restos como las antiguas naves de mercancías anexas a la estación que se encuentran en un grave estado de deterioro, y en os primeros 5 km del antiguo trazado todavía quedan restos del balasto donde se asentaban las vías.

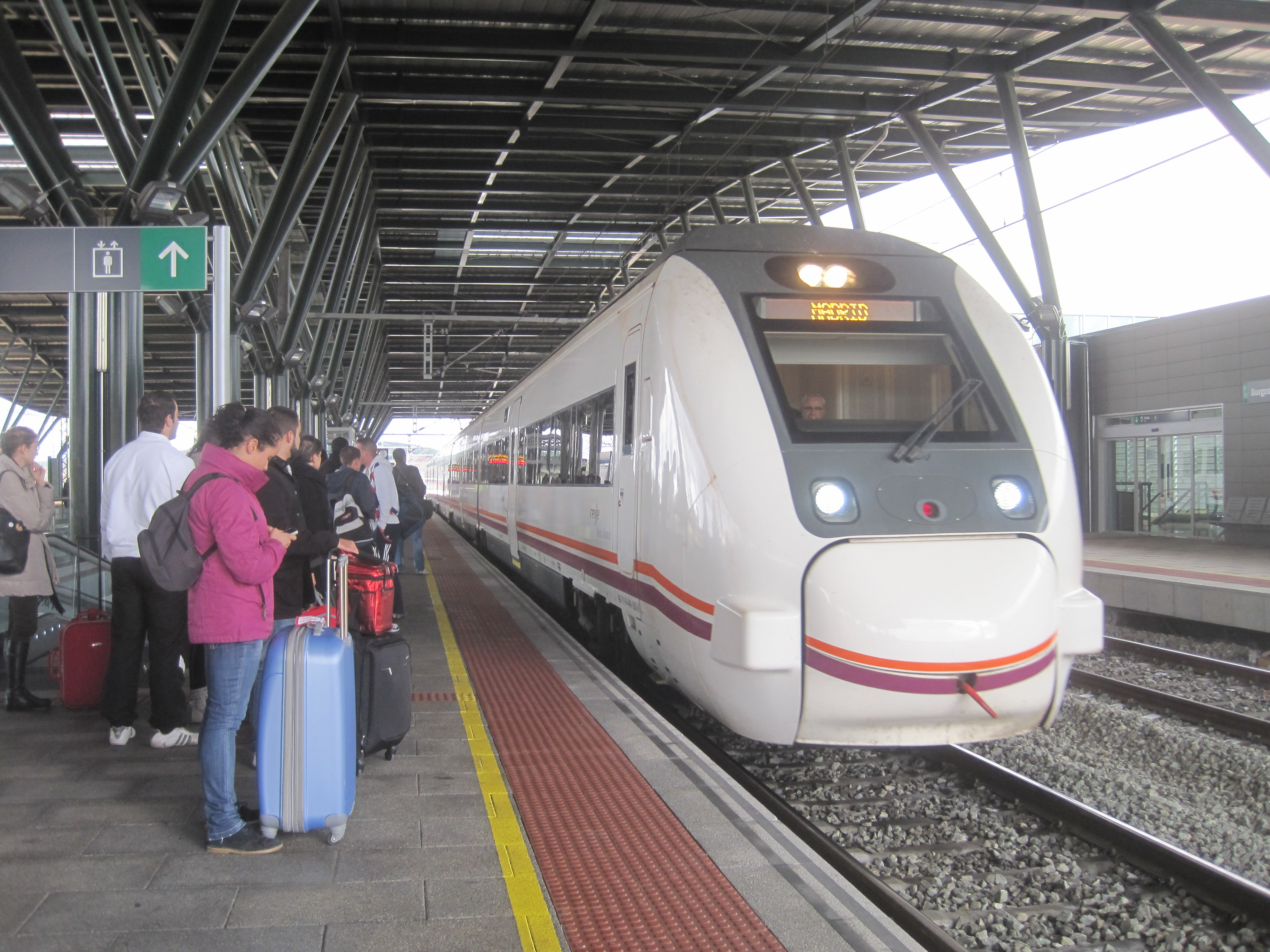
Los servicios Intercity efectúan parada en Burgos.

En marzo de 2016 comenzaron las obras de reforma de la configuración del esquema de vías y adaptación de la estación a la futura llegada de la alta velocidad, para lo que se han cambiado de ancho las vías 3,4 y 5 así como la vía 1 desde Quintanilleja hasta La estación. También se ha montado una nueva vía (la 6) anexa al andén más alejado al edificio de viajeros. Dicho andén se encuentra finalizado, estando dotado de ascensor, escaleras mecánicas, control de acceso y teleindicadores. En la cabecera norte de la estación se ha construido un cambiador de ancho modelo TCRS3 que permite a los trenes Alvia poder utilizar la nueva línea de alta velocidad junto con la red convencional. Sin embargo, no fue hasta el 21 de julio del año 2022, cuando se inauguró la línea de alta velocidad, entrando en servicio el día siguiente 22 de Julio.

## Nombre
El nombre de la nueva estación de viajeros fue elegido por su promotor, el Ministerio de Fomento. Los requisitos (no oficiales) eran que fuese un nombre de mujer, no vinculado a ninguna fe religiosa concreta y que guardase relación con la ciudad de Burgos. Se optó por el nombre de Burgos Rosa de Lima, en honor de Rosa de Lima Manzano Gete, una dirigente política burgalesa que había sido directora general de Tráfico en uno de los gobiernos de Felipe González y primera mujer gobernadora civil en España, que falleció en un accidente de helicóptero. Sin embargo, la denominación propuesta no incluía los apellidos, ya que "de Lima" forma parte del nombre de pila, al tratarse de un nombre compuesto.
El uso de nombre de pila, que además podía ser confundido con el de la santa peruana del mismo nombre resultó polémico. La familia de la homenajeada primero, y el Ayuntamiento de Burgos a través de una carta a Adif después, solicitaron el cambio de nombre de la terminal por el de Rosa Manzano. En la carta se aludía a que el nombre "no la identificaba de manera fehaciente" y que "seria un acto de justicia para una de las mayores representantes de la sociedad burgalesa y un recuerdo sin duda merecido", entre otros motivos. Finalmente, a finales de febrero de 2021, Adif accedió al cambio de denominación, que se hizo efectivo como Estación de Burgos Rosa Manzano en noviembre de 2021.

## Estructura

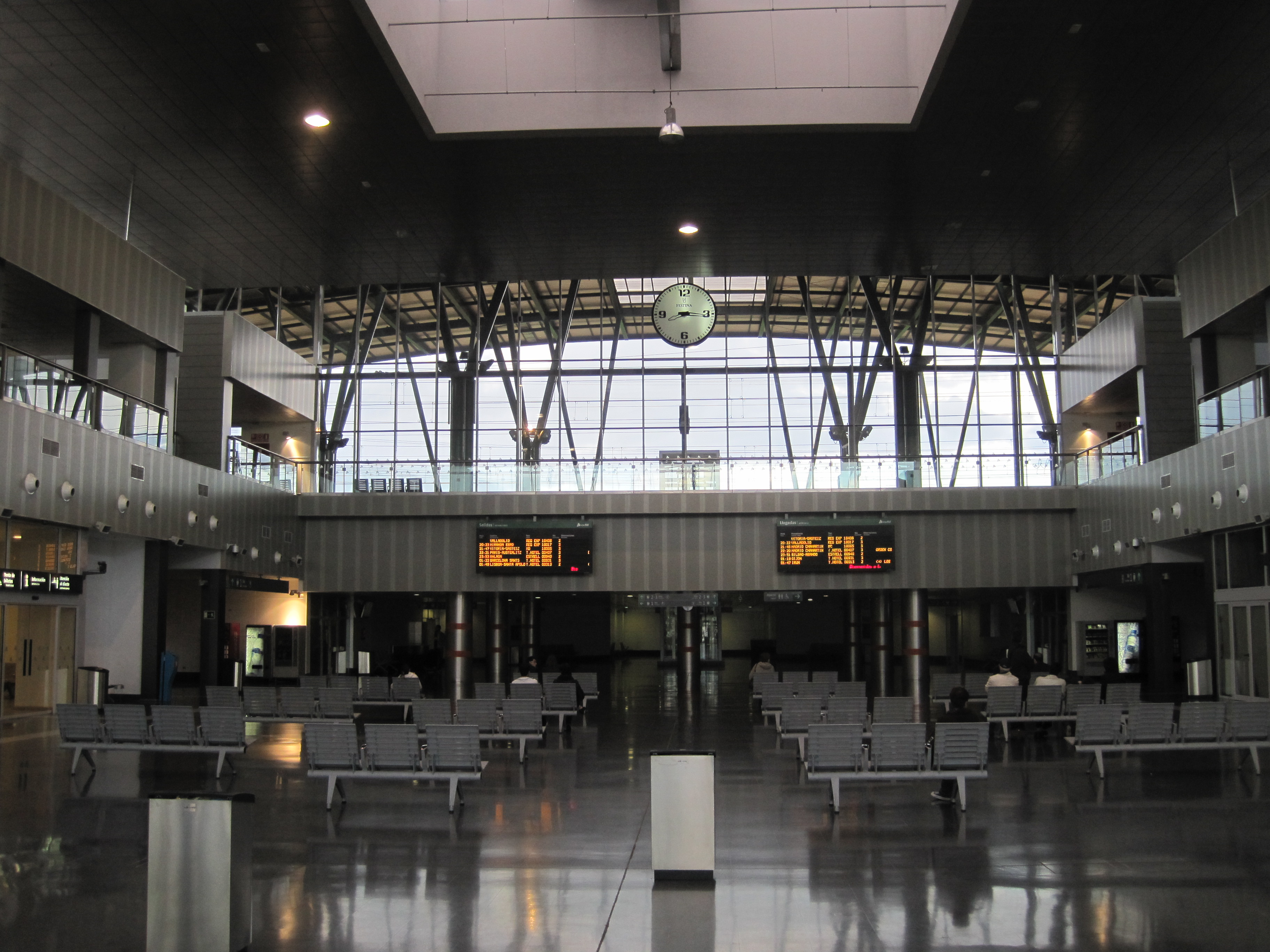
El acceso a las vías se realiza a través de un amplio recibidor.

El edificio de viajeros de la estación se divide en planta baja más planta uno.
En la planta baja, se encuentran los accesos a la estación, a través de un gran recibidor central. Además, posee servicios de atención al cliente, venta de billetes y alquiler de vehículos, aunque no de cafetería o venta de prensa.
En la superior se encuentra el acceso a los andenes y también locales disponibles para posibles futuros comercios u oficinas. Ambas están conectadas mediante escaleras mecánicas o ascensores. Los andenes se hallan al aire libre, cubiertos por una gran marquesina ondulada.

### Vías y andenes
La estación cuenta con un total de 6 vías pasantes en la siguiente configuración:
- Vía 1: Servicios de Media Distancia convencional.
- Vía 2: Servicios de Larga Distancia convencional (Requiere control de acceso).
- Vía 3: Alta velocidad Larga Distancia (Requiere control de acceso).
- Vías 4 y 5: Pasantes o estacionamiento para Alta velocidad (No disponen de andén).
- Vía 6: Alta velocidad Larga Distancia (Requiere control de acceso).

## Servicios ferroviarios

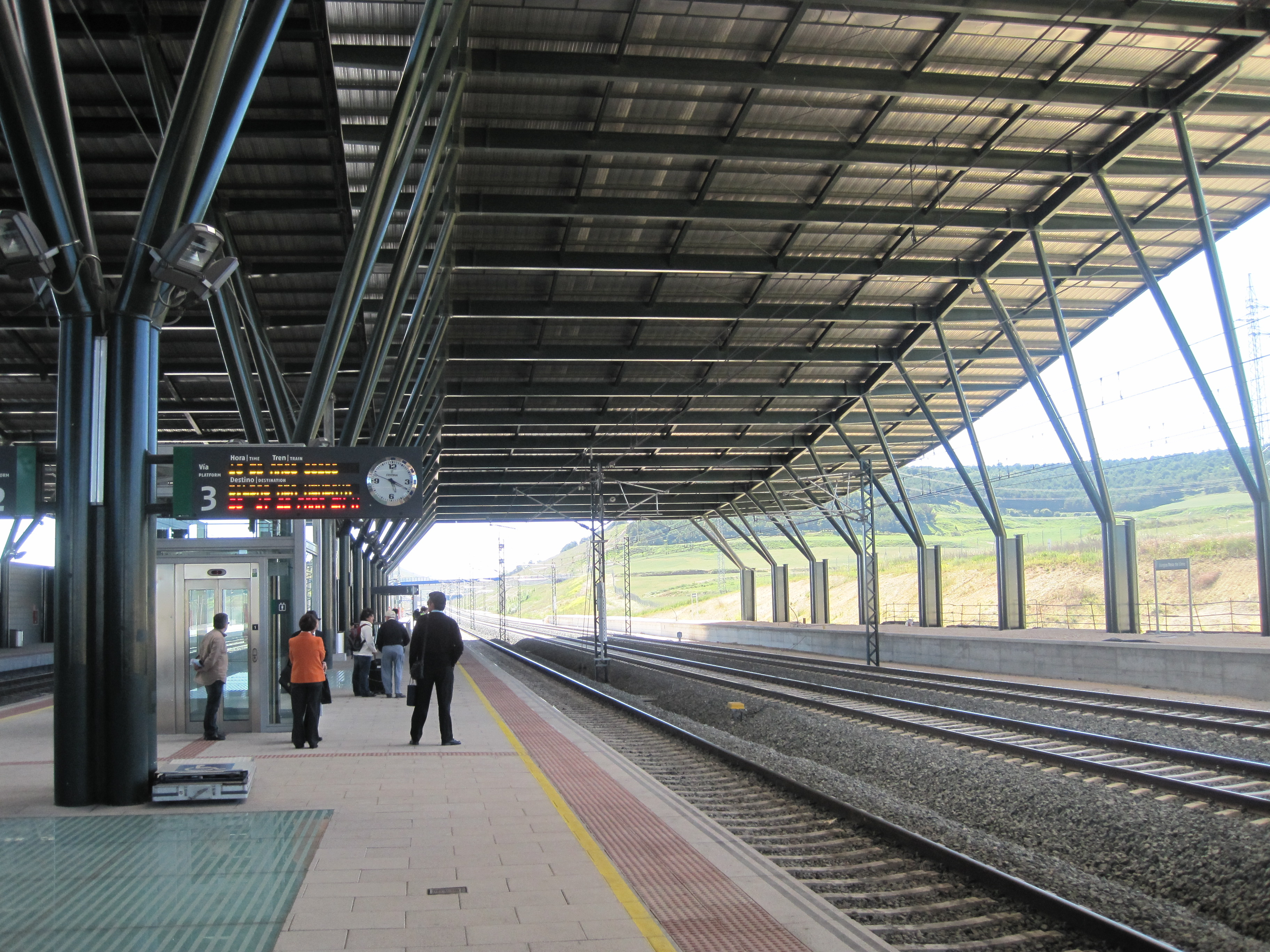
Andén número 3 de la estación, mirando en sentido Venta de Baños.

En la actualidad (2023), la estación cuenta con 6 vías, 4 de ellas con andén, las 2 más cercanas son para servicios de ancho ibérico (1668mm) electrificadas a 3000V DC, mientras que las vías 3 4 5 y 6 se encuentran en ancho estándar (1435mm) con catenaria al 25KV AC pertenecientes a la Línea de Alta velocidad 080 de Madrid a Burgos.
Se ofrecen servicios de Media Distancia, concretamente la línea Madrid-Vitoria-Irún conectando con las ciudades de Palencia, Valladolid, Ávila, Vitoria y San Sebastián, así como otras poblaciones de menor tamaño como Medina del Campo, Arévalo, Venta de Baños, Briviesca, Miranda de Ebro y Alsasua. La oferta se define en dos trenes diarios por sentido entre Madrid y San Sebastián y un tren diario por sentido entre Madrid y Vitoria que circula todos los días salvo sábados, y que también para en Villaquirán, Quintana del Puente y Magaz de Pisuerga. También hay un tren regional exprés diario entre Semana entre Burgos y Pamplona en ambos sentidos y un servicio regional exprés entre Madrid y Vitoria, los viernes en sentido Vitoria y los Domingos en sentido Madrid.
Los servicios de Larga Distancia son de Alta velocidad, la gran mayoría Alvia que, gracias a la capacidad de utilizar vías en ancho ibérico y en ancho estándar (UIC) pueden reducir los tiempos de trayecto entre ciudades. Cubren relaciones radiales entre Madrid y las tres ciudades del país vasco, llegando a alcanzar la frontera Francesa en Hendaya, así como relaciones transversales entre Barcelona con  Galicia y Salamanca aprovechando las vías de alta velocidad entre Madrid-Valladolid-Burgos, Burgos-Palencia-León y Zaragoza-Barcelona. También dispone de dos trenes AVE diarios por sentido en días laborales con Destinos Valencia y Murcia.

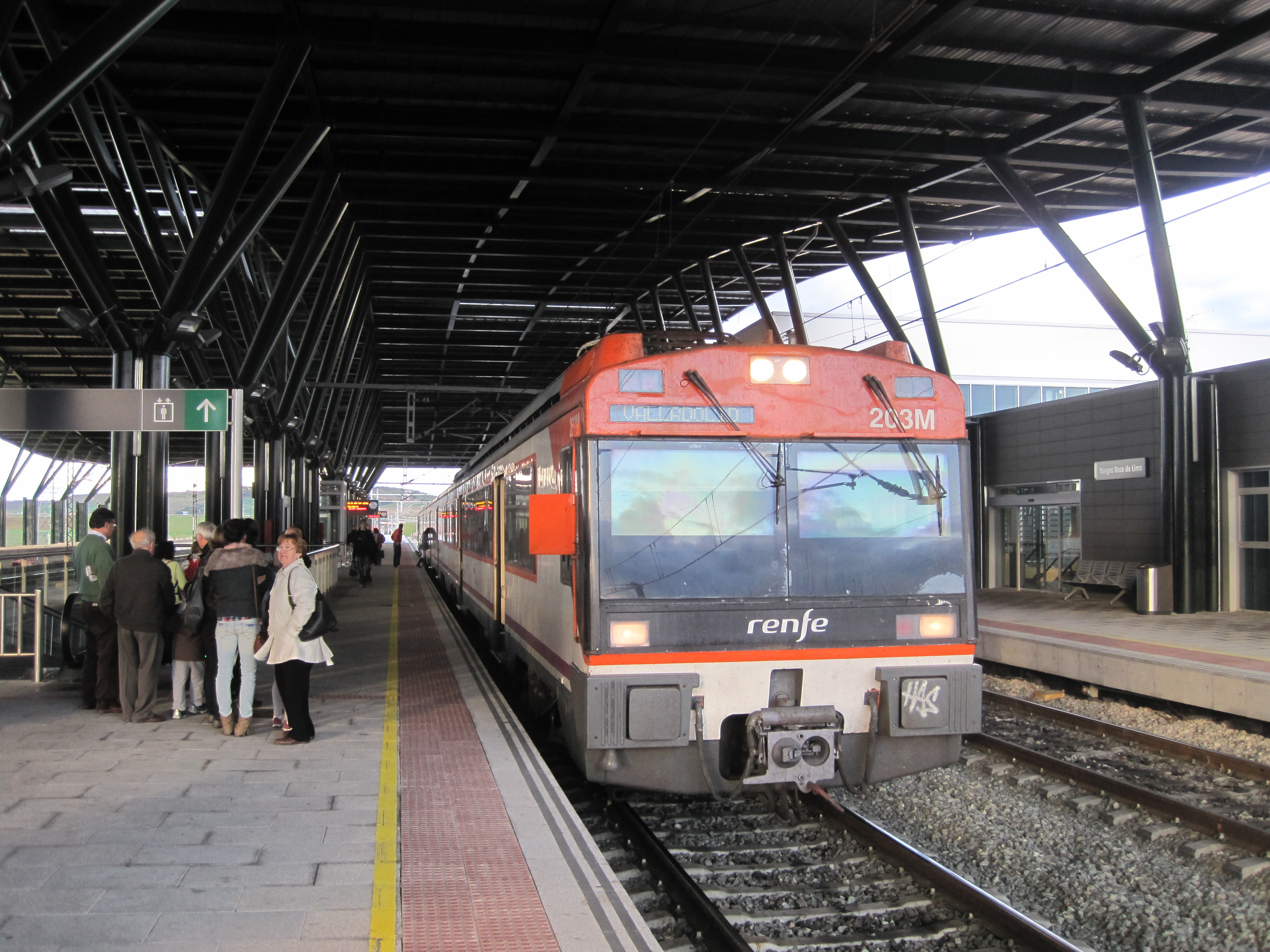
Tren Regional Exprés procedente de Miranda de Ebro haciendo parada en Burgos.

### Principales estaciones de destino
| Madrid-Chamartín  | Madrid-Príncipe Pío | Villalba de Guadarrama | El Escorial       | Medina del Campo |
| Barcelona-Sants   | Campo de Tarragona  | Lérida-Pirineos        | Zaragoza-Delicias | Pamplona         |
| Bilbao-Abando     | Vitoria             | San Sebastián          | Irún              | Valencia         |
| Palencia          | Valladolid-C.Grande | Segovia-Guiomar        | Ávila             | Miranda de Ebro  |
| La Coruña         | Orense              | Vigo-Guixar            | León              | Salamanca        |
| Murcia del Carmen | Orihuela            | Elche-Parque           | Alsasua           | Medina del Campo |
| Arévalo           | Venta de Baños      | Zumárraga              | Briviesca         | Ponferrada       |
| ----------------- | ------------------- | ---------------------- | ----------------- | ---------------- |

## Transporte urbano
Desde la estación de Burgos-Rosa Manzano se puede acceder a distintas zonas de la ciudad mediante taxi y 4 líneas de autobuses urbanos.
Autobús urbano

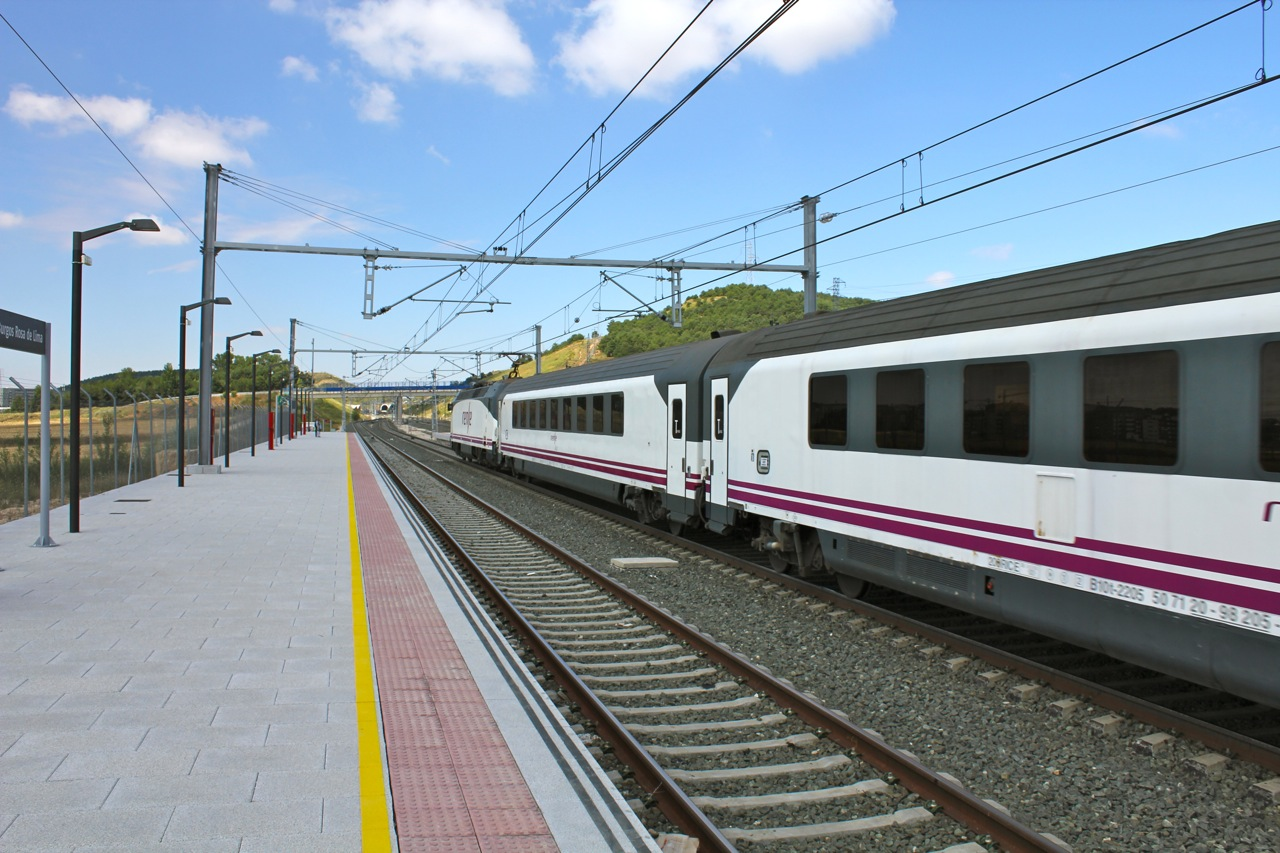
Un Diurno a su paso por la estación.

El servicio de autobuses municipal, conecta la terminal ferroviaria con diversos puntos de la ciudad a través de 4 líneas que la conectan con el G3, el hospital, el centro de la ciudad, Gamonal, San Pedro y San Felices y Gamonal:
- Línea 02 Carretera de Arcos - HUBU - FFCC Rosa Manzano. Frecuencia 30 minutos todos los días
- Línea 12 Barrio del pilar - Rosa Manzano. Solo días laborables, horario variable.
- Línea 16 Carretera de Arcos - Derechos Humanos - FFCC Rosa Manzano - HUBU. Frecuencia días laborales cada 30 minutos, Fines de semana 60 minutos
- Línea 23 Plaza España - FFCC Rosa Manzano. Frecuencia 60 minutos todos los días.

Se espera que, en el futuro y gracias a la urbanización de todos los tramos del Bulevar ferroviario, se disponga de un mejor servicio de autobuses, ya que se ha anunciado la puesta en marcha de una línea que unirá la estación con Fuentes Blancas, Gamonal (Burgos), el sur de la ciudad y la universidad, realizando todo el trayecto en menos de 25 minutos. Aunque debido al previsible escaso uso de esta nueva línea (que no pasa por los grandes generadores de viajeros como el centro de la ciudad o el barrio de Gamonal, y sí por zonas despobladas como Fuentes Blancas), esta línea contará con frecuencias muy espaciadas, si es que finalmente se pone en servicio.
Transporte privado
La estación cuenta con un amplio aparcamiento gratuito, además de zonas de carga y descarga, y de un fácil acceso, gracias a que se accede a ella a través de la Ronda Interior Norte de Burgos y de la circunvalación de Burgos.